# Morristown (Nowy Jork)
Morristown – miasto w Stanach Zjednoczonych, w stanie Nowy Jork, w hrabstwie St. Lawrence.